# Gertrud Schreiter
Gertrud Schreiter (* 27. Dezember 1912 in Berlin; † 28. September 1948 in Hameln) war eine deutsche Aufseherin, die von 1939 bis 1945 im Konzentrationslager Ravensbrück eingesetzt war. Zuletzt bekleidete Schreiter die Funktion der Arbeitsdienstführerin.
Schreiter wurde nach Ende des Zweiten Weltkriegs von der englischen Besatzungsmacht in Deutschland vor Gericht gestellt. Ihr wurde zur Last gelegt, Häftlinge misshandelt und an Selektionen von Gefangenen teilgenommen zu haben. Hierfür wurde sie im letzten Verfahren der Ravensbrück-Prozesse zum Tode verurteilt und am 28. September 1948 gehängt.